# Норт-Грейт-Рівер (Нью-Йорк)
Норт-Грейт-Рівер (англ. North Great River) — переписна місцевість (CDP) в США, в окрузі Саффолк штату Нью-Йорк. Населення — 4266 осіб (2020).

## Географія
Норт-Грейт-Рівер розташований за координатами 40°45′22″ пн. ш. 73°9′47″ зх. д. / 40.75611° пн. ш. 73.16306° зх. д. (40.756197, -73.163100).  За даними Бюро перепису населення США в 2010 році переписна місцевість мала площу 6,08 км², з яких 6,02 км² — суходіл та 0,06 км² — водойми.

## Демографія
Згідно з переписом 2010 року, у переписній місцевості мешкала 4001 особа в 1264 домогосподарствах у складі 1031 родини. Густота населення становила 658 осіб/км².  Було 1367 помешкань (225/км²).
Расовий склад населення:
| - 90,0 % — білих - 3,0 % — чорних або афроамериканців - 2,0 % — азіатів - 0,3 % — корінних американців - 3,1 % — осіб інших рас |

До двох чи більше рас належало 1,5 %. Частка іспаномовних становила 11,7 % від усіх жителів.
За віковим діапазоном населення розподілялося таким чином: 23,1 % — особи молодші 18 років, 63,5 % — особи у віці 18—64 років, 13,4 % — особи у віці 65 років та старші. Медіана віку мешканця становила 41,3 року. На 100 осіб жіночої статі у переписній місцевості припадало 97,9 чоловіків;  на 100 жінок у віці від 18 років та старших — 95,9 чоловіків також старших 18 років.
Середній дохід на одне домашнє господарство  становив 111 953 долари США (медіана — 105 391), а середній дохід на одну сім'ю — 124 210 доларів (медіана — 118 281). Медіана доходів становила 54 716 доларів для чоловіків та 52 904 долари для жінок. За межею бідності перебувало 4,2 % осіб, у тому числі 6,6 % дітей у віці до 18 років та 7,9 % осіб у віці 65 років та старших.
Цивільне працевлаштоване населення становило 2215 осіб. Основні галузі зайнятості: освіта, охорона здоров'я та соціальна допомога — 17,3 %, роздрібна торгівля — 14,9 %, мистецтво, розваги та відпочинок — 12,2 %, науковці, спеціалісти, менеджери — 11,8 %.